# Karaganda Pasażerska
Karaganda Pasażerska, Karaganda (kaz. Қарағанды вокзалы; ros. Караганда-Пассажирская) – stacja kolejowa w miejscowości Karaganda, w obwodzie karagandyjskim, w Kazachstanie. Położona jest na linii Astana – Szu, na trasie Nowego Jedwabnego Szlaku. Główny kolejowy dworzec pasażerski miasta.

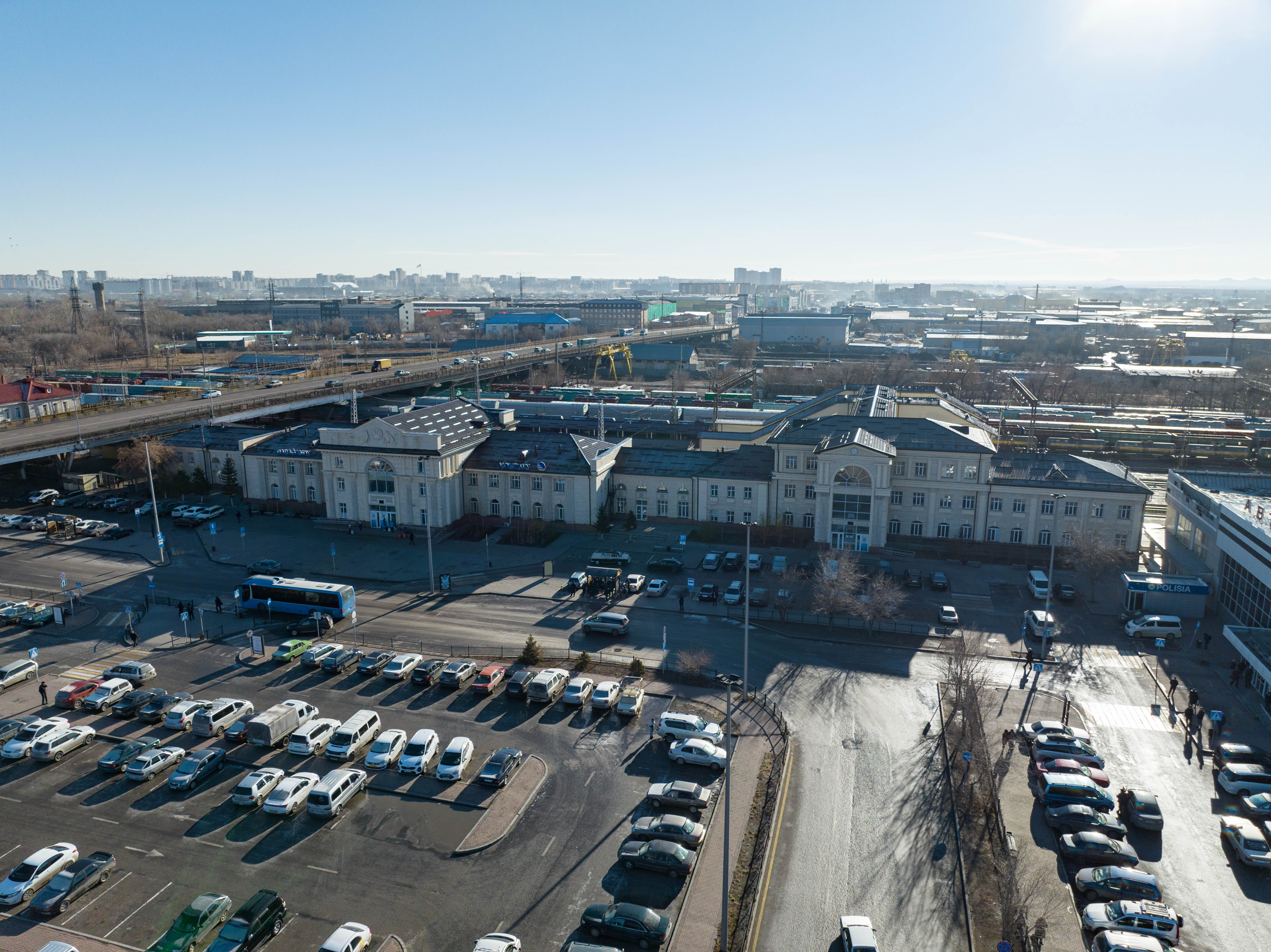
dworzec
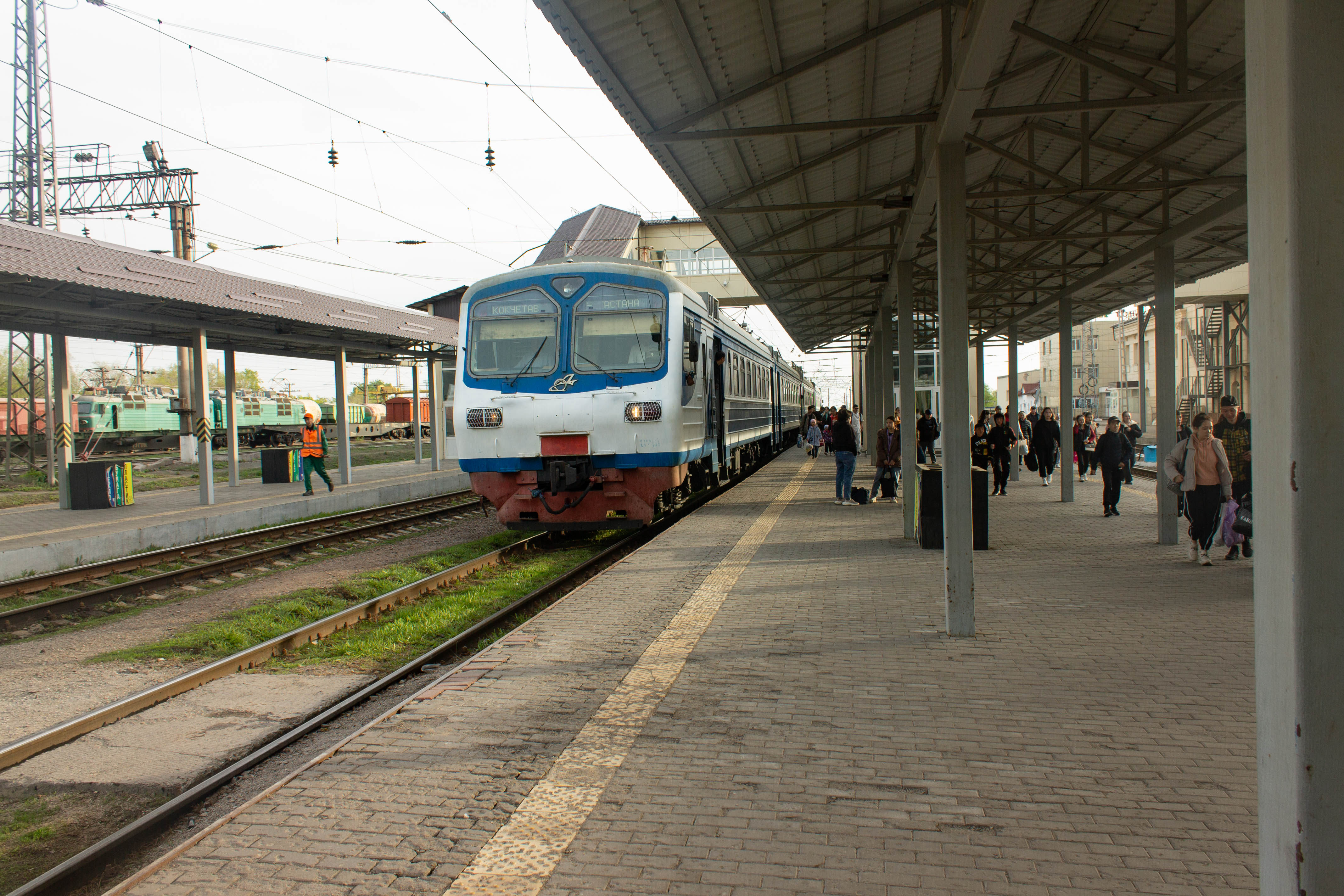
perony